# La mala hora (película)
La mala hora (titulada O Veneno da Madrugada en Brasil y Portugal) es una película dramática brasileña-argentina-portuguesa de 2005 dirigida por Ruy Guerra. Se trata de una adaptación cinematográfica de la novela La mala hora (1962) del escritor colombiano Gabriel García Márquez. Está protagonizada por Leonardo Medeiros, Juliana Carneiro da Cunha, Zózimo Bulbul, Amir Haddad, Dani Barros, Fábio Sabag, Emílio de Mello, Jean Pierre Noher y Rejane Arruda. 
La película se estrenó mundialmente el 21 de septiembre de 2005 en el Festival Internacional de Cine de San Sebastián. En Argentina, se estrenó el 2 de febrero de 2006 y en Brasil el 17 de marzo de ese mismo año.

## Sinopsis
En un pueblo que está en el medio de una lucha de poderes políticos y económicos, como así también enfrenta una constante lluvia torrencial, se le suma a sus habitantes una problemática relacionada con una serie de panfletos que son colocados en las puertas de las viviendas, donde se revelan sus secretos desatando situaciones de traiciones y venganzas entre ellos.

## Elenco
- Leonardo Medeiros como Alcalde
- Juliana Carneiro da Cunha como Viuda de Assis
- Zózimo Bulbul como Carmichael
- Amir Haddad como Don Sebas
- Dani Barros como Trinidad
- Fábio Sabag como Padre Angel
- Emílio de Mello como Roberto Assis
- Jean Pierre Noher como César Monteiro
- Rejane Arruda como Rosario
- Murilo Grossi como Dr. Giraldo
- Nilton Bicudo como Juez Arcádio
- Fernando Alves Pinto como Nestor
- Maria João Bastos como Rebeca Assis
- Roney Villela como Rovira
- Carolina Virguez como Gildete
- Miguel Nader como Peralta
- Rui Rezende como Dentista
- Tonico Pereira como Barbero
- Luis Luque como Aristóteles Messina
- Luah Galvao como Cassandra
- Mario Paolucci como Capitán del barco
- Antonio Melo como Don Roque

## Recepción

### Comentarios de la crítica
La película recibió críticas regulares por parte de la prensa. Horacio Bernades de Página 12 señaló que «el mozambiqueño Ruy Guerra vuelve a tropezar con García Márquez en O veneno da madrugada, inadmisible versión de La mala hora» en tanto los actores interpretan «diálogos estudiados de memoria, declamados a voz en cuello». Fernando López de La Nación expresó que la película «con sus personajes faltos de vida, sus actuaciones artificiosas, su pomposa teatralidad y su regodeo en textos que pueden ser leídos y también con sus idas y venidas en el tiempo, La mala hora se parece a cierta desviación literaria y artificiosa».

### Premios y nominaciones
| Lista de premios y nominaciones | Lista de premios y nominaciones                                    | Lista de premios y nominaciones | Lista de premios y nominaciones | Lista de premios y nominaciones | Lista de premios y nominaciones |
| Año                             | Organización                                                       | Categoría                       | Nominado/a(s)                   | Resultado                       | Ref(s)                          |
| ------------------------------- | ------------------------------------------------------------------ | ------------------------------- | ------------------------------- | ------------------------------- | ------------------------------- |
| 2005                            | Festival de Cine de Brasilia                                       | Mejor película                  | La mala hora                    | Nominado                        | [ 8 ]                           |
| 2005                            | Festival de Cine de Brasilia                                       | Mejor dirección de arte         | Marcos Flaksman                 | Ganador                         | [ 8 ]                           |
| 2005                            | Festival de Cine de Brasilia                                       | Mejor fotografía                | Walter Carvalho                 | Ganador                         | [ 8 ]                           |
| 2005                            | Festival Internacional del Nuevo Cine Latinoamericano de La Habana | Mejor fotografía                | Walter Carvalho                 | Ganador                         | [ 9 ]                           |
| 2006                            | Premios Sur                                                        | Mejor guion adaptado            | Ruy Guerra y Tairone Feitosa    | Nominados                       | [ 10 ]                          |
| 2007                            | Gran Premio del Cine Brasileño                                     | Mejor guion adaptado            | Ruy Guerra y Tairone Feitosa    | Nominados                       | [ 11 ]                          |
| 2007                            | Premio Guaraní del Cine Brasileño                                  | Mejor fotografía                | Walter Carvalho                 | Nominado                        | [ 12 ]                          |
| 2007                            | Premio Guaraní del Cine Brasileño                                  | Mejor dirección de arte         | Marcos Flaksman                 | Nominado                        | [ 12 ]                          |
| 2007                            | Premio Guaraní del Cine Brasileño                                  | Mejor sonido                    | Pedro Sá Erp y Osvaldo Vacca    | Nominados                       | [ 12 ]                          |
| 2007                            | ¡Premio Contigo! del Cine Nacional                                 | Mejor película                  | La mala hora                    | Nominado                        | [ 13 ]                          |
| 2007                            | ¡Premio Contigo! del Cine Nacional                                 | Mejor director                  | Ruy Guerra                      | Nominado                        | [ 13 ]                          |
| 2007                            | ¡Premio Contigo! del Cine Nacional                                 | Mejor guion adaptado            | Ruy Guerra y Tairone Feitosa    | Nominados                       | [ 13 ]                          |
| 2007                            | ¡Premio Contigo! del Cine Nacional                                 | Mejor actor                     | Leonardo Medeiros               | Nominado                        | [ 13 ]                          |
| 2007                            | ¡Premio Contigo! del Cine Nacional                                 | Mejor actriz de reparto         | Juliana Carneiro da Cunha       | Nominada                        | [ 13 ]                          |
| 2007                            | ¡Premio Contigo! del Cine Nacional                                 | Mejor fotografía                | Walter Carvalho                 | Nominado                        | [ 13 ]                          |
| 2007                            | Festival de Cine de los Países de Habla Portuguesa                 | Mejor montaje                   | Mair Tavares                    | Ganador                         | [ 14 ]                          |
| 2007                            | Premio de Cine ACIE                                                | Mejor director                  | Ruy Guerra                      | Nominado                        | [ 15 ]                          |
| 2007                            | Premio de Cine ACIE                                                | Mejor actor                     | Leonardo Medeiros               | Nominado                        | [ 15 ]                          |
| 2007                            | Premio de Cine ACIE                                                | Mejor fotografía                | Walter Carvalho                 | Nominado                        | [ 15 ]                          |